# FFH-Gebiet Eichenwälder der Böxlunder Geest
Das FFH-Gebiet Eichenwälder der Böxlunder Geest ist ein NATURA-2000-Schutzgebiet in Schleswig-Holstein im Norden des Kreises Schleswig-Flensburg in der Nähe der Grenze zum Königreich Dänemark. Es liegt in der Landschaft Schleswiger Vorgeest auf Sandmoränenkuppen der Saaleeiszeit und besteht aus drei räumlich getrennten Teilgebieten. Es hat eine Gesamtfläche von 84 ha. Die höchste Erhebung mit 53 m liegt im Teilgebiet „Lundtop“, der niedrigste Punkt befindet sich mit 27 m im Teilgebiet „Wallsbüller Eichenkratt“. Bei den drei Eichenwaldgebieten handelt es sich um die typischen Vertreter des mittelalterlichen Bauernwaldes, der als Allmende von der dörflichen Gemeinschaft zur Brennholzgewinnung und Viehmast genutzt wurde. Allen gemeinsam ist der saure Boden, der sich im Laufe der Jahrhunderte durch die ständige Entnahme von Biomasse entwickelt hat. Die Eichen wurden nach einigen Jahren auf Stock gesetzt und bildeten aus dem Stumpf neue Triebe; eine Vorgehensweise, wie sie bei den landestypischen Knicks noch heute angewendet wird.

## FFH-Gebietsgeschichte und Naturschutzumgebung

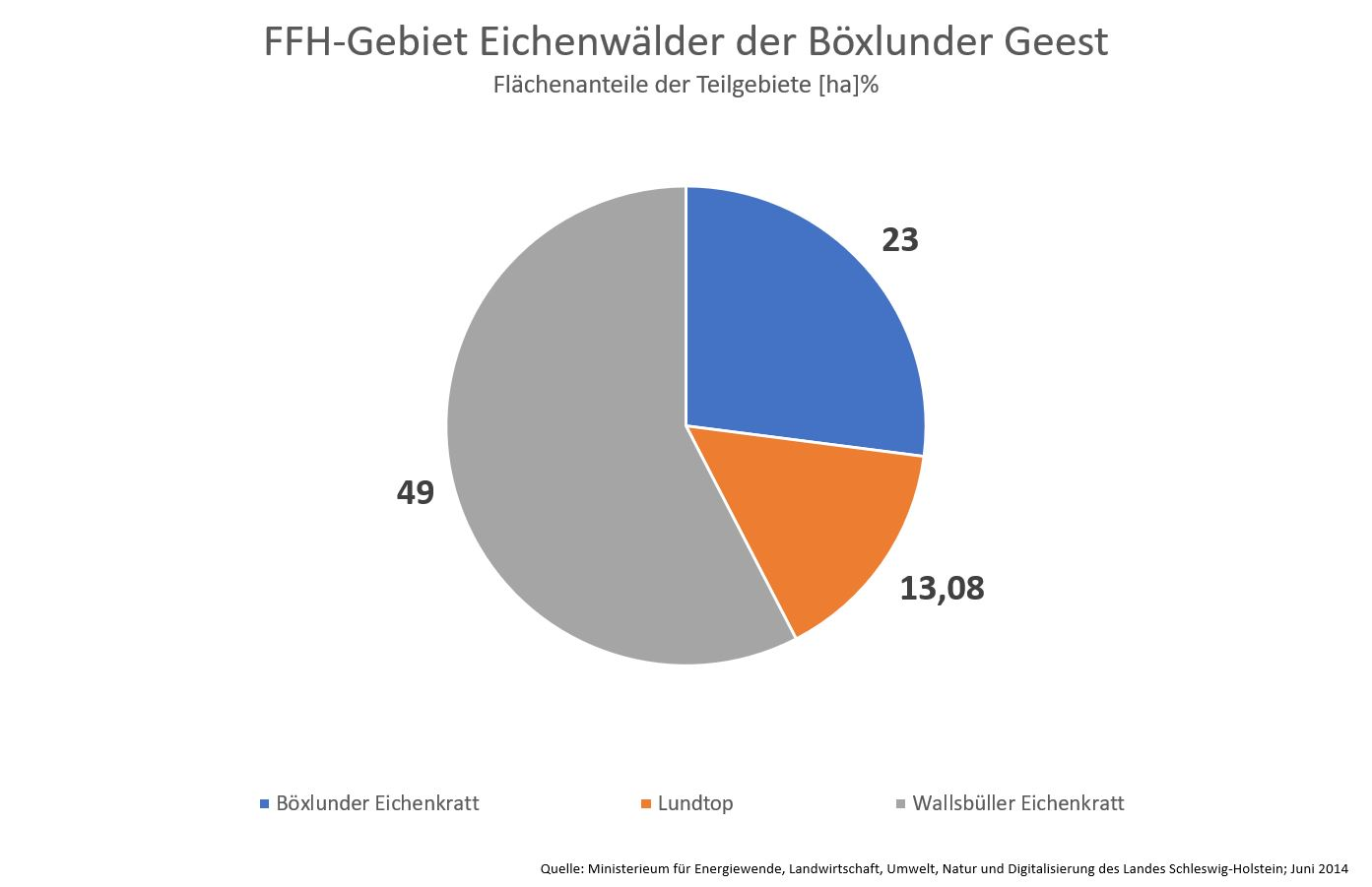
Grafik 1

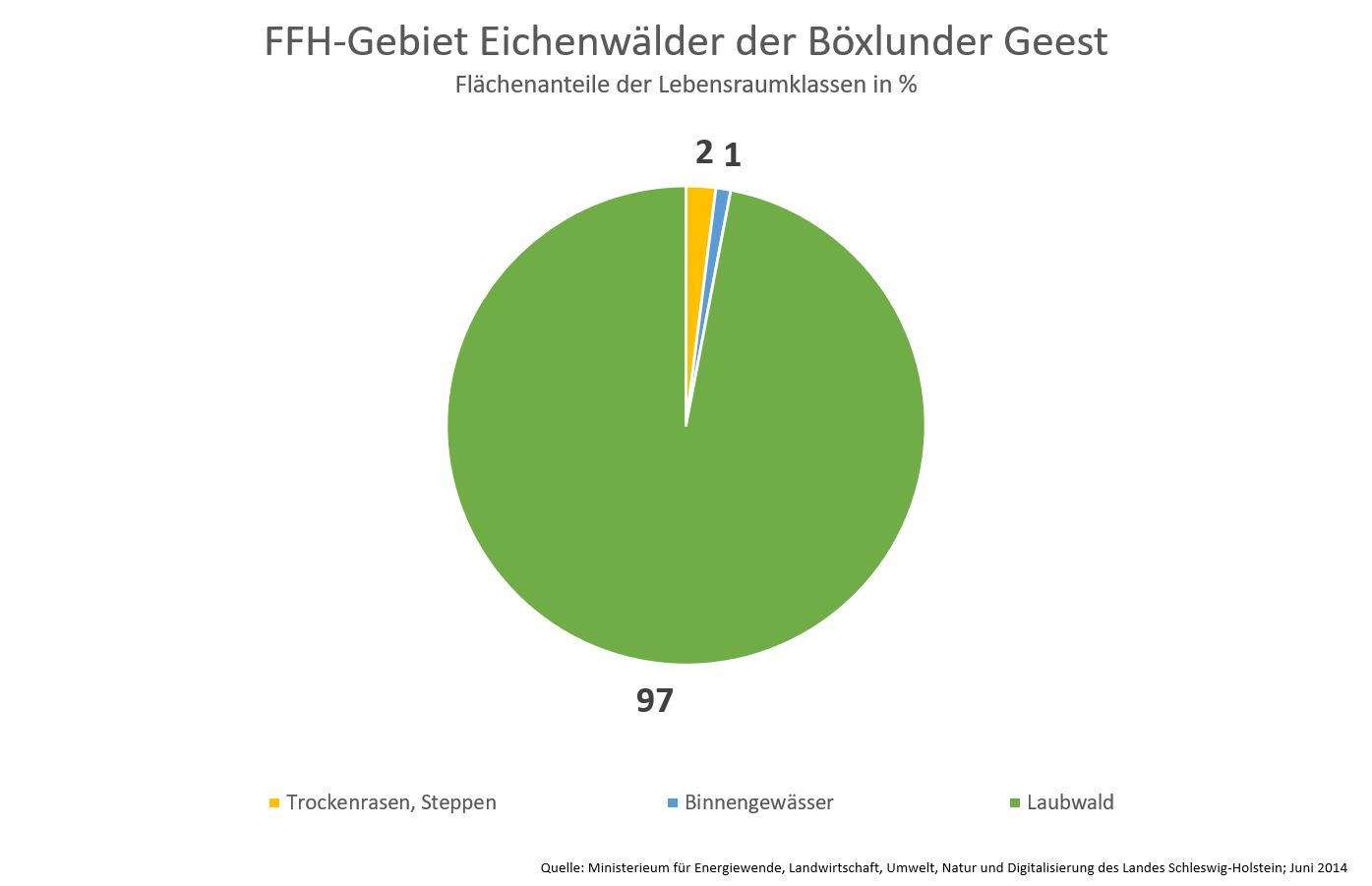
Grafik 2

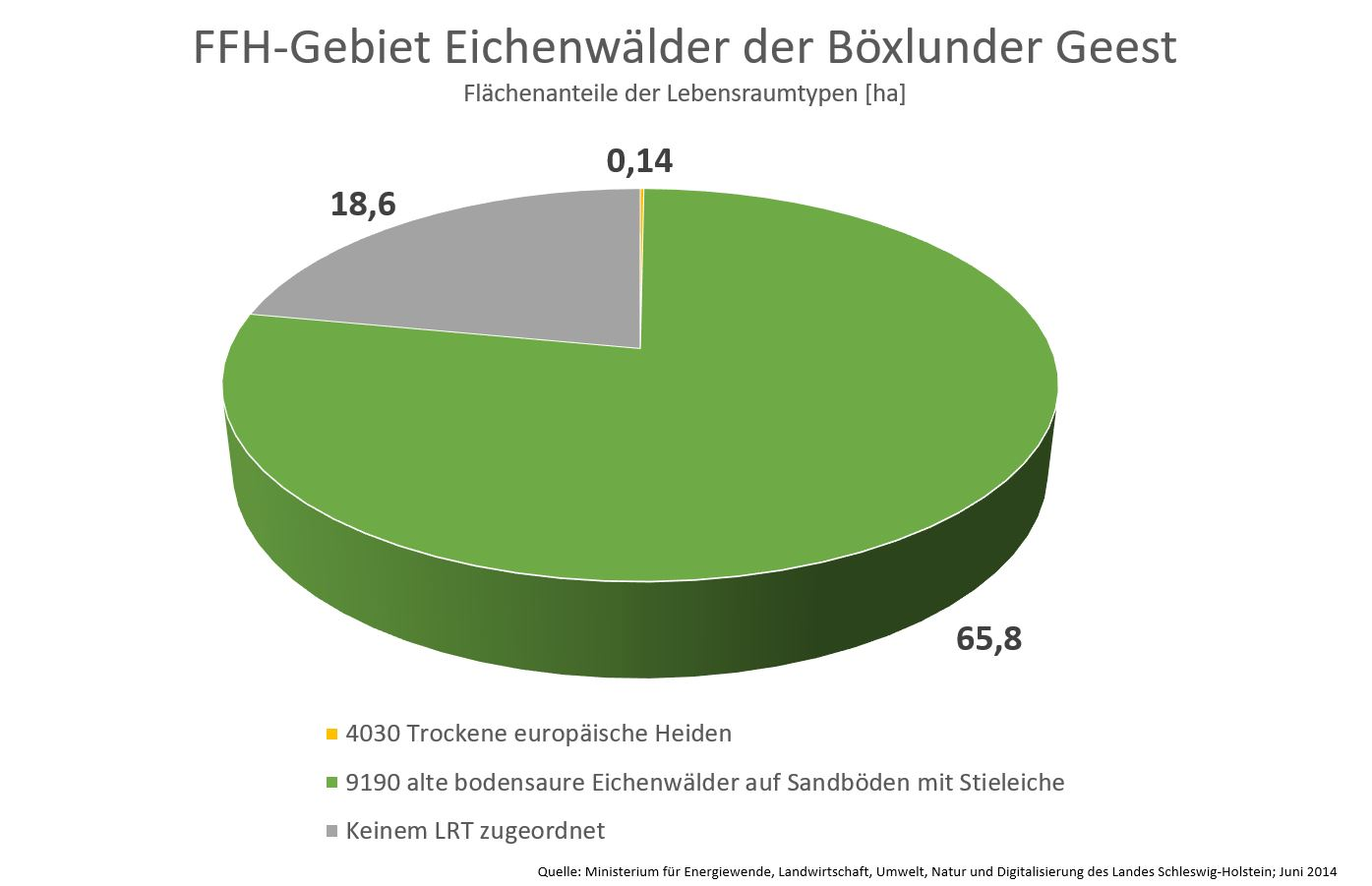
Grafik 3

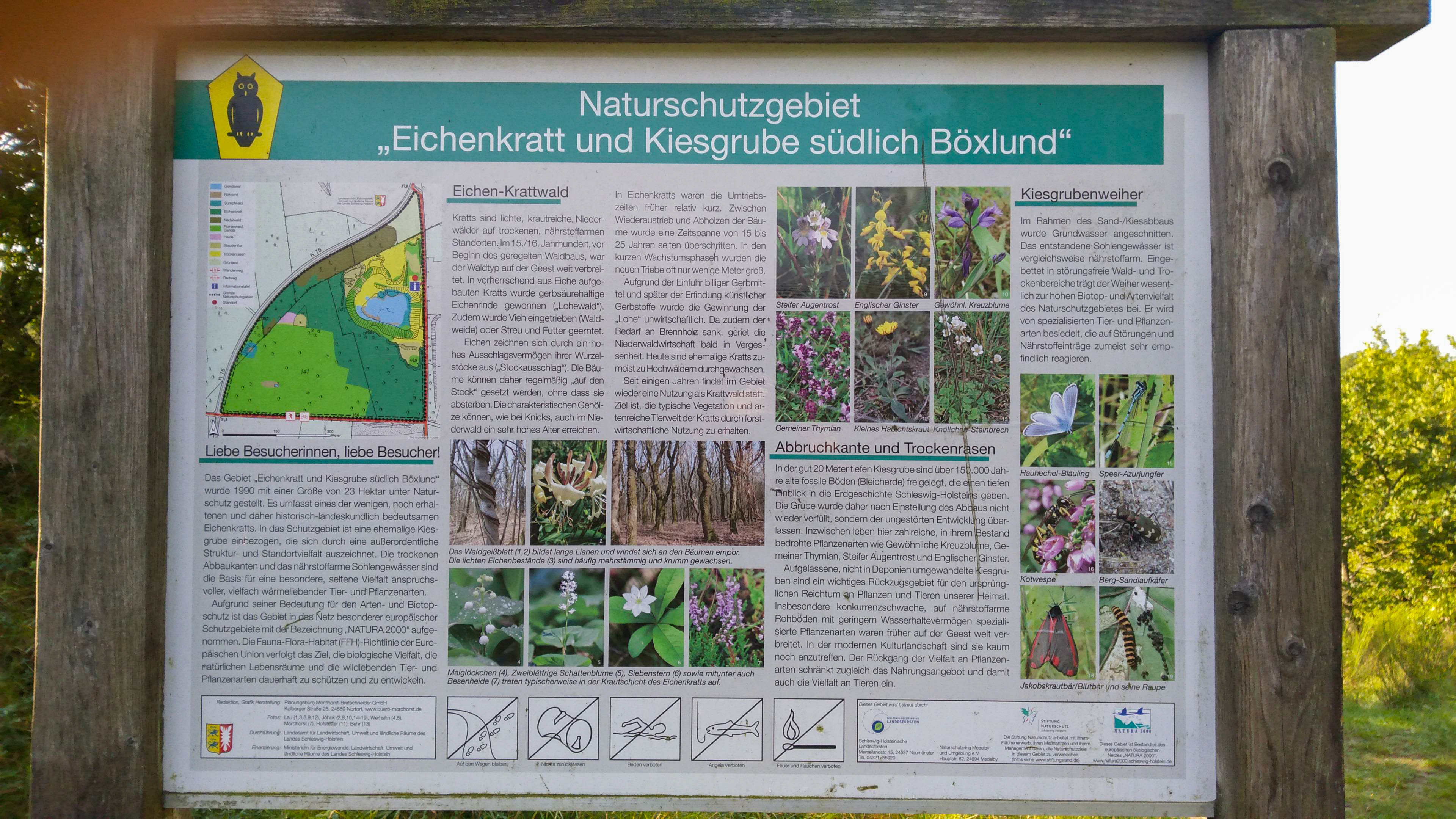
BIS-Infotafel zum FFH-Teilgebiet und NSG „Eichenkratt und Kiesgrube südlich Böxlund“

Der NATURA 2000-Standard-Datenbogen für dieses FFH-Gebiet wurde im November 1999 vom Landesamt für Landwirtschaft, Umwelt und ländliche Räume (LLUR) des Landes Schleswig-Holstein erstellt, im Oktober 1997 als Gebiet von gemeinschaftlicher Bedeutung (GGB) vorgeschlagen, im Dezember 2004 von der EU als GGB bestätigt und im Januar 2010 national nach § 32 Absatz 2 bis 4 BNatSchG in Verbindung mit § 23 LNatSchG als besonderes Erhaltungsgebiet (BEG) bestätigt. Das FFH-Gebiet besteht aus den Teilgebieten „Böxlunder Eichenkratt“, „Lundtop“ und „Wallsbüller Eichenkratt“, siehe Grafik 1. Das FFH-Gebiet ist Teil des Landschaftsschutzgebietes Altmoräne am Lundtop-Jardelunder Moor und liegt im Schwerpunktbereich Böxlunder Geest des Biotopverbundsystems des Landes Schleswig-Holstein. Der Laubwald ist die vorherrschende Lebensraumkategorie des Gebietes, siehe Grafik 2. Mit Stand Mai 2014 wurden die in Grafik 3 aufgeführten Lebensraumtypen der EU-Umweltbehörde übermittelt. Da in zwei Teilgebieten Flächen der Schleswig-Holsteinischen Landesforsten (SHLF) liegen, gibt es einen Managementplan des Landesamtes für Landwirtschaft, Umwelt und ländliche Räume des Landes Schleswig-Holstein für die Privateigentümer und einen der Schleswig-Holsteinischen Landesforsten.

## FFH-Teilgebiet „Böxlunder Eichenkratt“

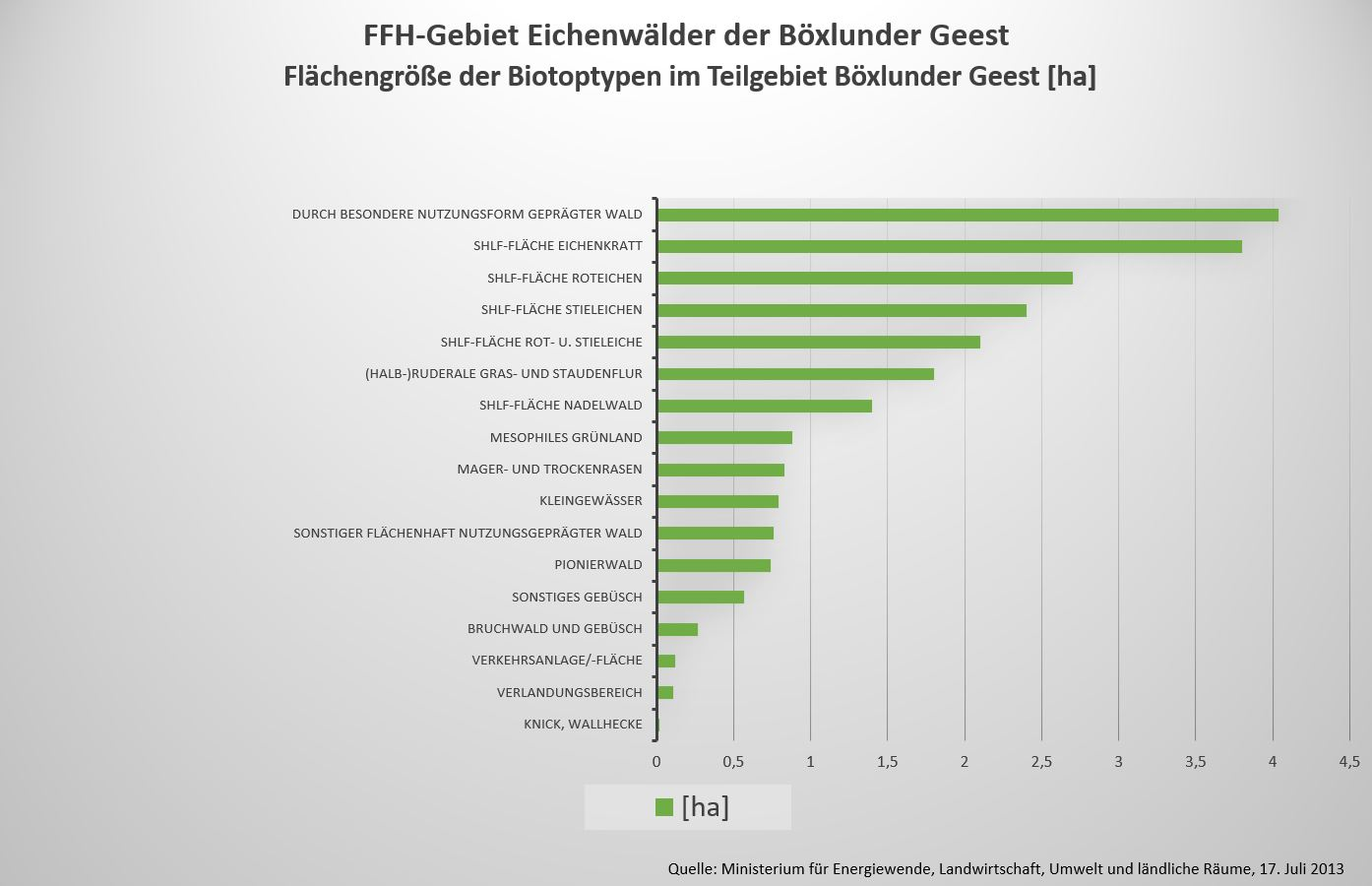
Grafik 4

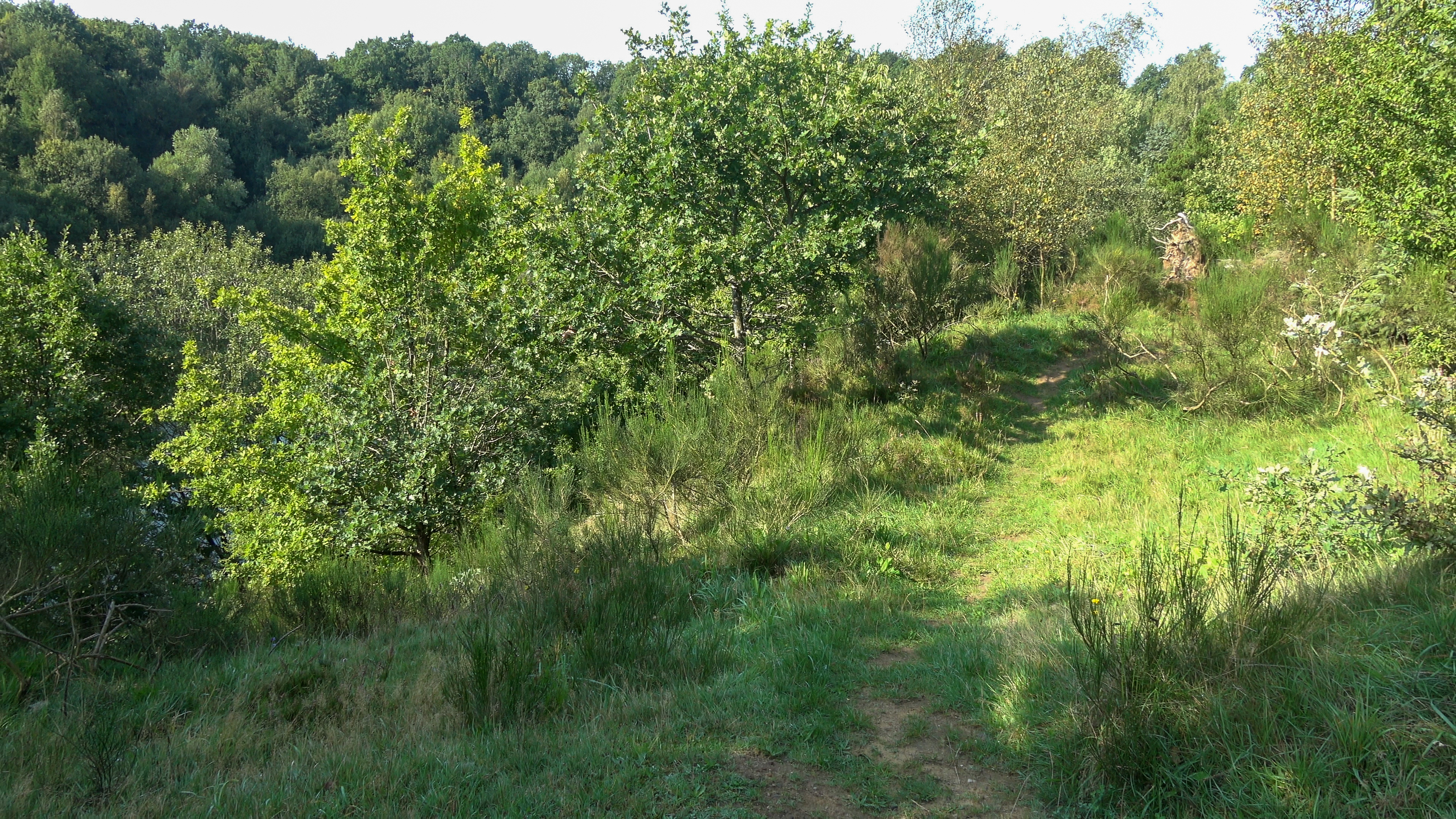
Aufgelassene Kiesgrube im FFH-Teilgebiet „Boxlunder Eichenkratt“

Das Teilgebiet ist identisch mit dem 1990 geschaffenem „Naturschutzgebiet Eichenkratt und Kiesgrube südlich Böxlund“ in den Gemeinden Böxlund und Medelby. Es hat eine Größe von 23 ha und wird begrenzt durch die Kreisstraße K75 im Westen, die Gemeindestraße „Sandteilung“ im Süden und das Gelände des ehemaligen Munitionsdepots der Bundeswehr im Osten. Im Norden des Gebietes befindet sich eine mit Wasser gefüllte aufgelassene Kiesgrube. Diese ist umgeben von einer Gras- und Staudenflur, Mager- und Trockenrasen, Pionierwald und Büschen. Der Rest ist mit verschiedenen Waldformen belegt sowie einem kleinen von Bruchwald umgebenen Niedermoor. Im Rahmen der Folgekartierung im Jahre 2012 wurden die Flächenanteile der Biotoptypen neu bestimmt, siehe Grafik 4. Die offenen Flächen im Norden werden durch eine Wanderschafherde regelmäßig beweidet. Im Eichenkratt im Süden wird der Wald wie in früheren Zeiten durch Verkrattung gepflegt. Das Naturschutzgebiet darf nicht betreten werden. Es gibt am Ostrand einen Aussichtspunkt mit Infotafel des Besucher-Informations-Systems (BIS) des LLUR zum Gebiet. Der westliche Teil des Teilgebietes befindet sich im Eigentum der SHLF und der östliche Teil im Eigentum der Stiftung Naturschutz des Landes Schleswig-Holstein. Mit der Betreuung des NSG Eichenkratt und Kiesgrube südlich Böxlund hat das LLUR die Schleswig-Holsteinischen Landesforsten beauftragt. Die SHFL-Flächen werden von der Försterei Langenberg verwaltet. Für das Naturschutzgebiet besteht gemäß Landesverordnung § 4 ein Betretungsverbot, das aber nicht durch eine ausreichende Anzahl von Hinweisschildern an den Zugängen kenntlich gemacht und deshalb oft missachtet wird.

### FFH-Erhaltungsgegenstand
Im TFFH-Teilgebiet Böxlunder Eichenkratt sind 10,1 ha des FFH-Lebensraumtyps „9190 Alte bodensaure Eichenwälder auf Sandebenen mit Stieleiche“ in 2012 kartiert worden. Davon entfielen 4,02 ha auf die Stiftungsfläche. In der SHLF-Fläche findet sich zudem auf 0,1 ha der FFH-Lebensraumtyp „4030 Trockene Heiden“. Als FFH-Arten nach Anhang II und IV FFH-Richtlinie sind im Teilgebiet die Kreuzkröte und die Zauneidechse gesichtet worden. Unter „Weitere Arten und Biotope“(ohne SHLF-Flächen!) ist im Norden des Teilgebietes der Uhu vorhanden, sowie 14 Pflanzenarten der Roten Liste Schleswig-Holstein und 5 Biotoptypen.

### FFH-Erhaltungsziele
Für das FFH-Teilgebiet „Böxlunder Eichenkratt“ wurde der FFH-Lebensraumtyp „9190 Alte bodensaure Eichenwälder auf Sandböden mit Stieleiche“ zum Lebensraumtyp von besonderer Bedeutung erklärt und die FFH-Erhaltungsziele festgelegt. Der FFH-Lebensraumtyp „4030 Trockene Heiden“ wurde zum Lebensraumtyp von Bedeutung erklärt und die FFH-Erhaltungsziele festgelegt. Die Erhaltungsziele legen den Erhaltungszustand fest, der nach § 33 BNatSchG dem Verschlechterungsverbot unterliegt. Daneben bestehen in der Verordnung über das NSG „Eichenkratt und Kiesgrube südlich Böxlund“ in § 3 „Schutzzweck“ weitere einzuhaltende Erhaltungs- und Entwicklungsziele.

### FFH-Analyse und Bewertung
Das Kapitel Analyse und Bewertung in den Managementplänen für private Eigentümer und den Schleswig-Holsteinischen Landesforsten beschäftigt sich mit den Möglichkeiten der Einhaltung der Erhaltungsziele im FFH-Teilgebiet „Böxlunder Eichenkratt“.

### FFH-Maßnahmenkatalog
Aus den in der FFH-Analyse und Bewertung gewonnenen Erkenntnissen wurde in den Managementplänen des Landesamtes für Landwirtschaft, Umwelt und ländliche Räume des Landes Schleswig-Holstein und den der Schleswig-Holsteinischen Landesforsten jeweils ein Maßnahmenkatalog für das FFH-Teilgebiet „Böxlunder Eichenkratt“ entwickelt. Für die Privatflächen im Nordosten wurde eine Maßnahmenkarte erstellt. Weiterhin sind die Maßnahmen auf den Privatflächen zur besseren Übersicht und Nachverfolgbarkeit in Maßnahmenblättern festgeschrieben. Die Maßnahmenblätter 1 bis 4, 10 bis 13 und 19 bis 23 beschreiben die Maßnahmen auf den Privatflächen im FFH-Teilgebiet „Böxlunder Eichenkratt“. Für die Flächen der Schleswig-Holsteinischen Landesforsten wurde ebenfalls eine Maßnahmenkarte und Maßnahmenblätter erstellt. Die Maßnahmenblätter 1 bis 5 und 7 behandeln die Maßnahmen auf den Flächen der Schleswig-Holsteinischen Landesforsten im FFH-Teilgebiet „Böxlunder Eichenkratt“.

### FFH-Erfolgskontrolle und Monitoring der Maßnahmen
Das Monitoring erfolgt in Schleswig-Holstein alle 6 Jahre.

### Bildergalerie FFH-Teilgebiet „Böxlunder Eichenkratt“

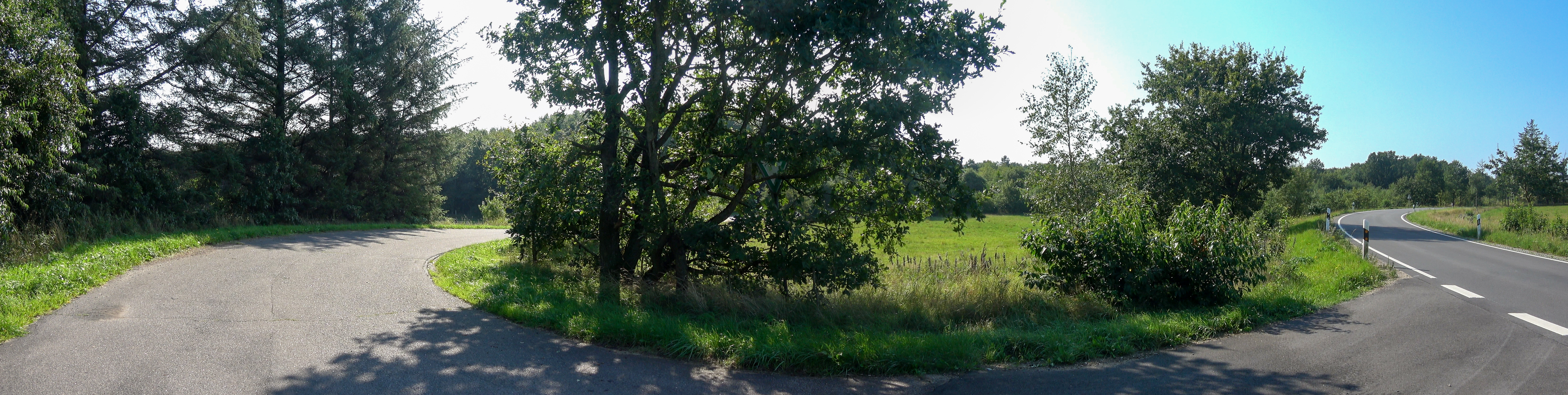
Nordspitze des FFH-Teilgebietes „Böxlunder Eichenkratt“
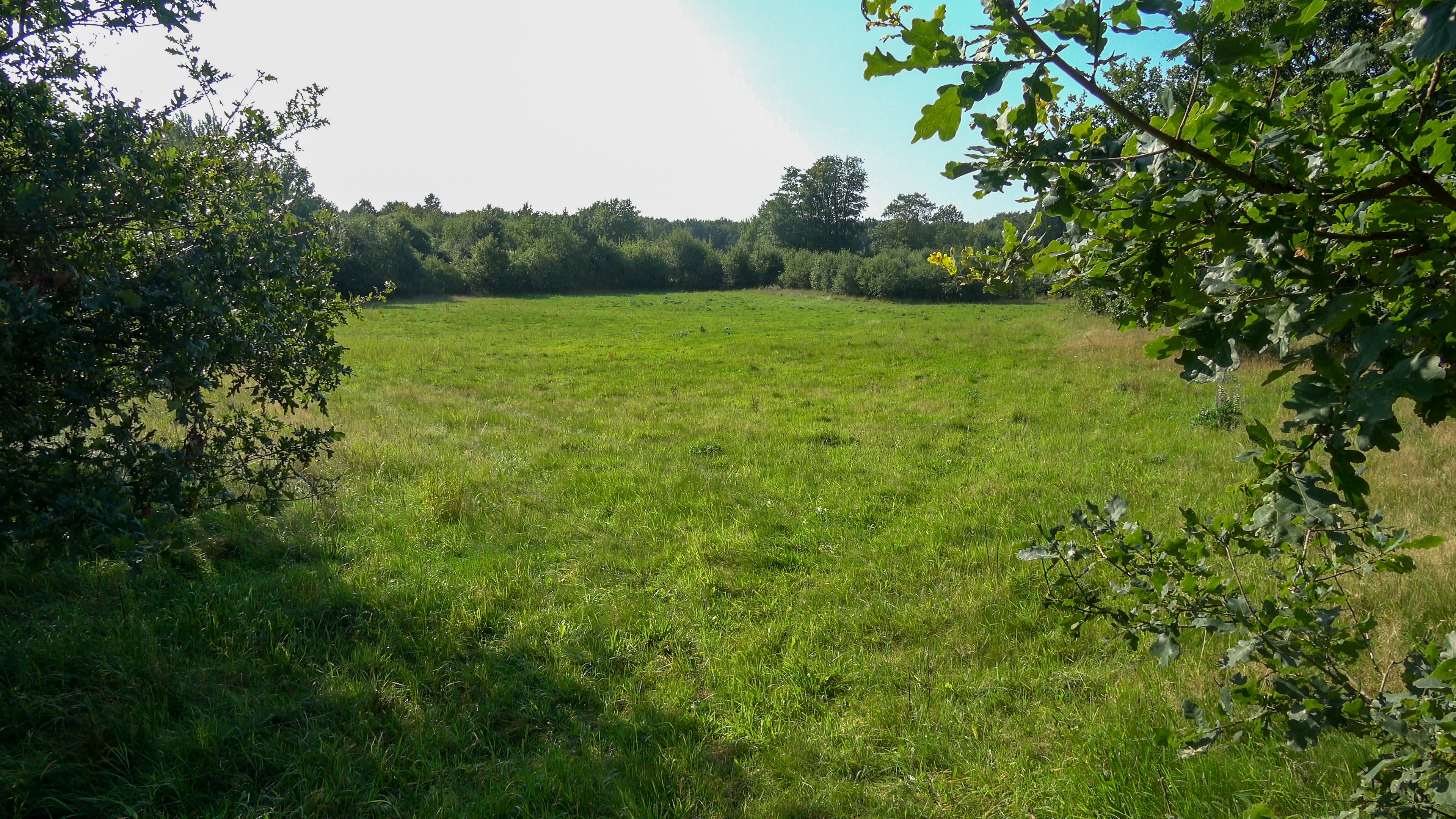
Mesophiles Grünland an der Nordspitze des FFH-Teilgebietes „Böxlunder Eichenkratt“
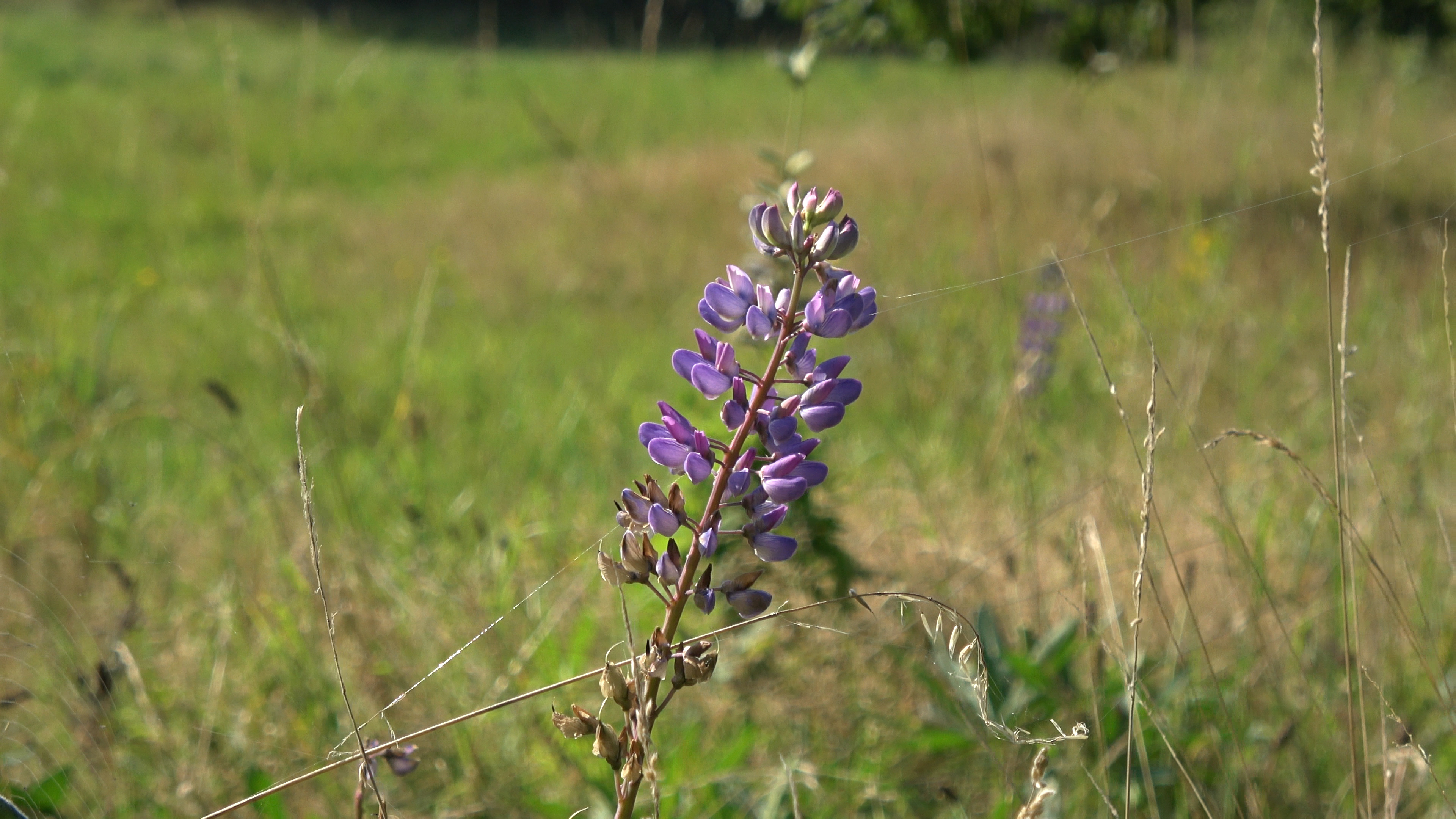
Lupine an der Nordspitze des FFH-Teilgebietes „Böxlunder Eichenkratt“
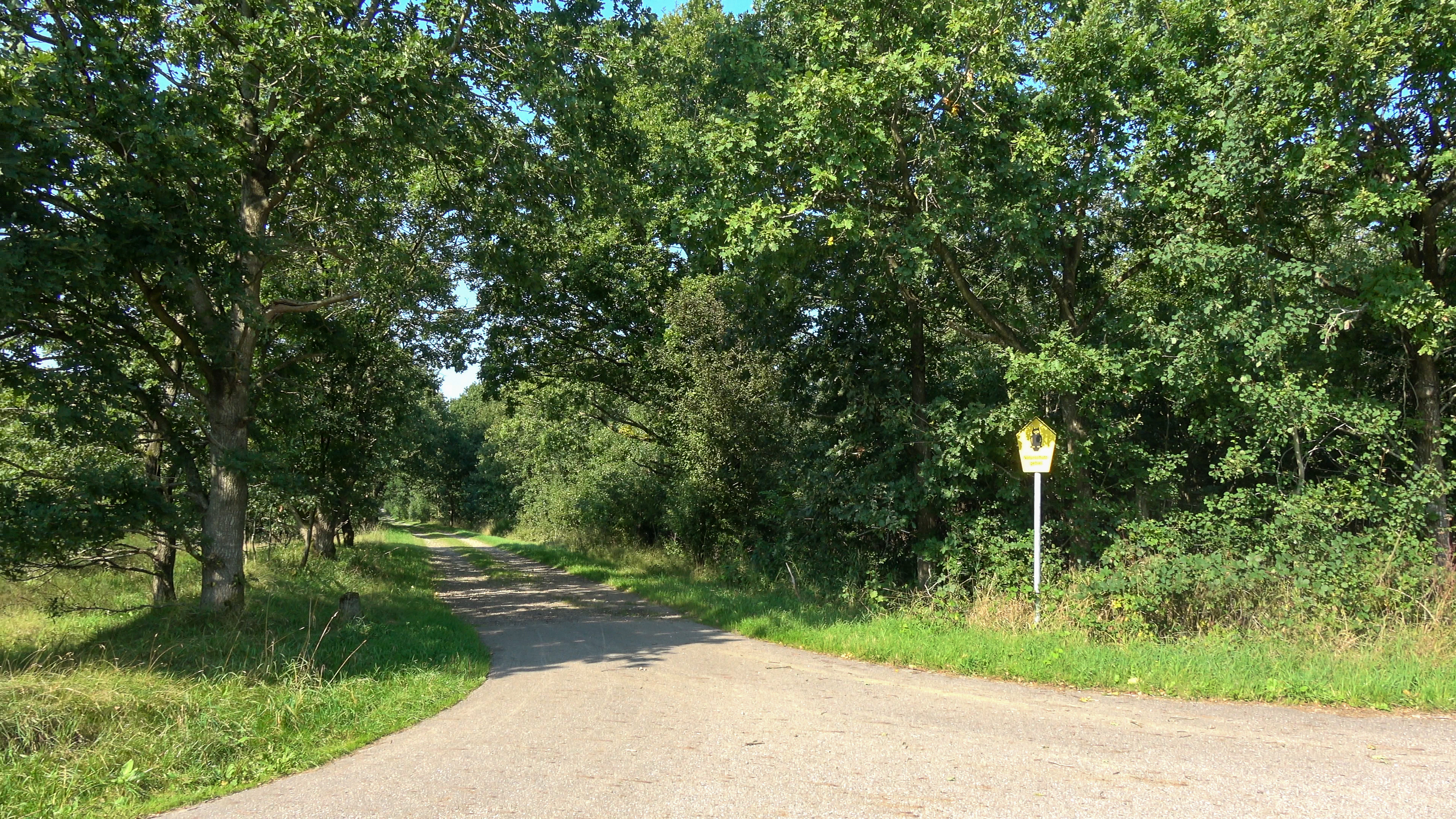
Südostecke des FFH-Teilgebietes „Böxlunder Eichenkratt“
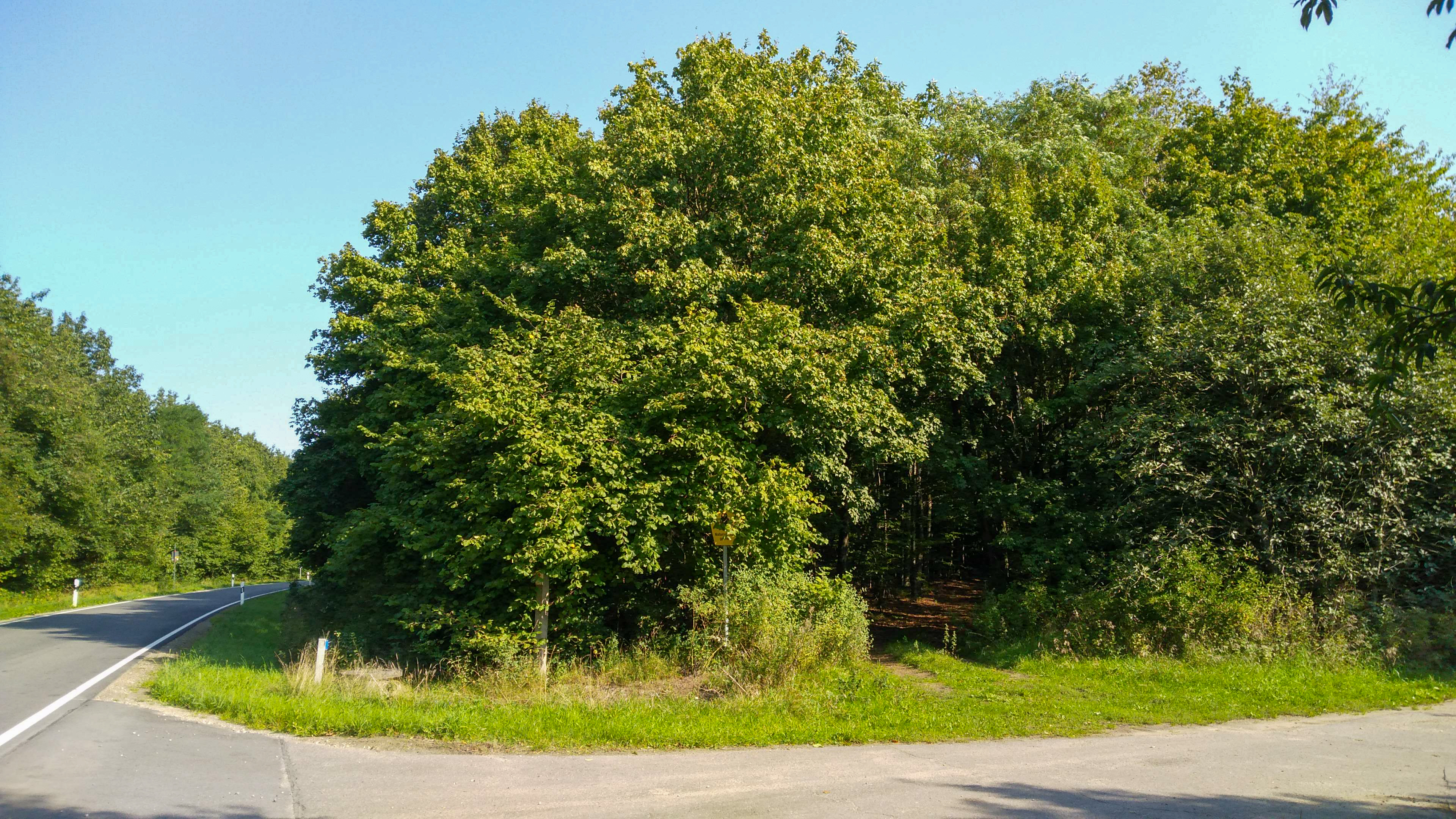
Südwestecke des FFH-Teilgebietes „Böxlunder Eichenkratt“

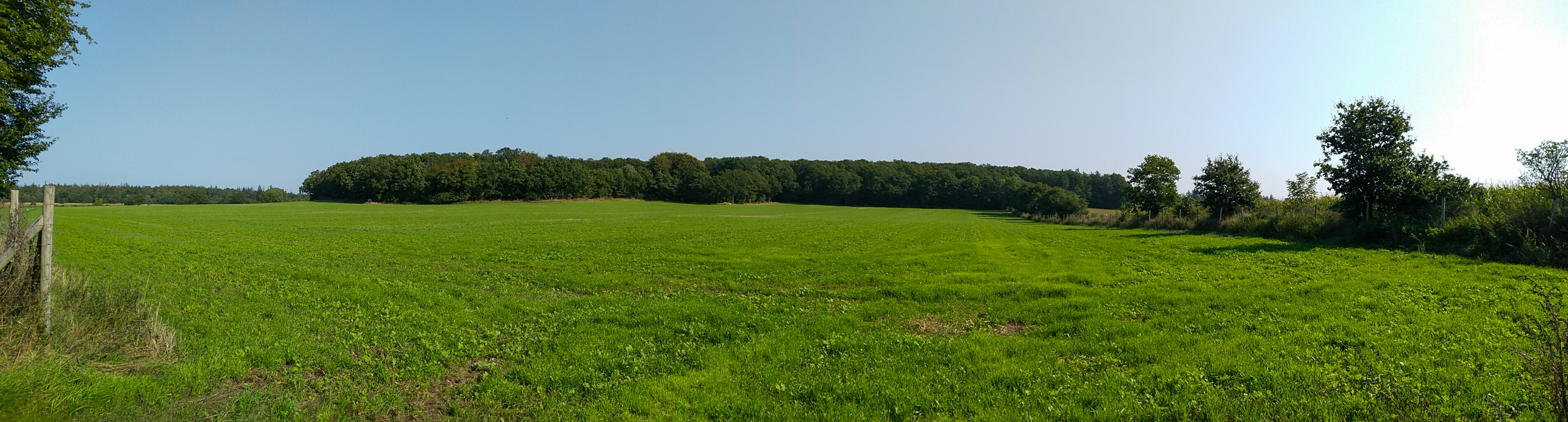
Westseite des FFH-Teilgebietes und NSG „Lundtop“

## FFH-Teilgebiet „Lundtop“

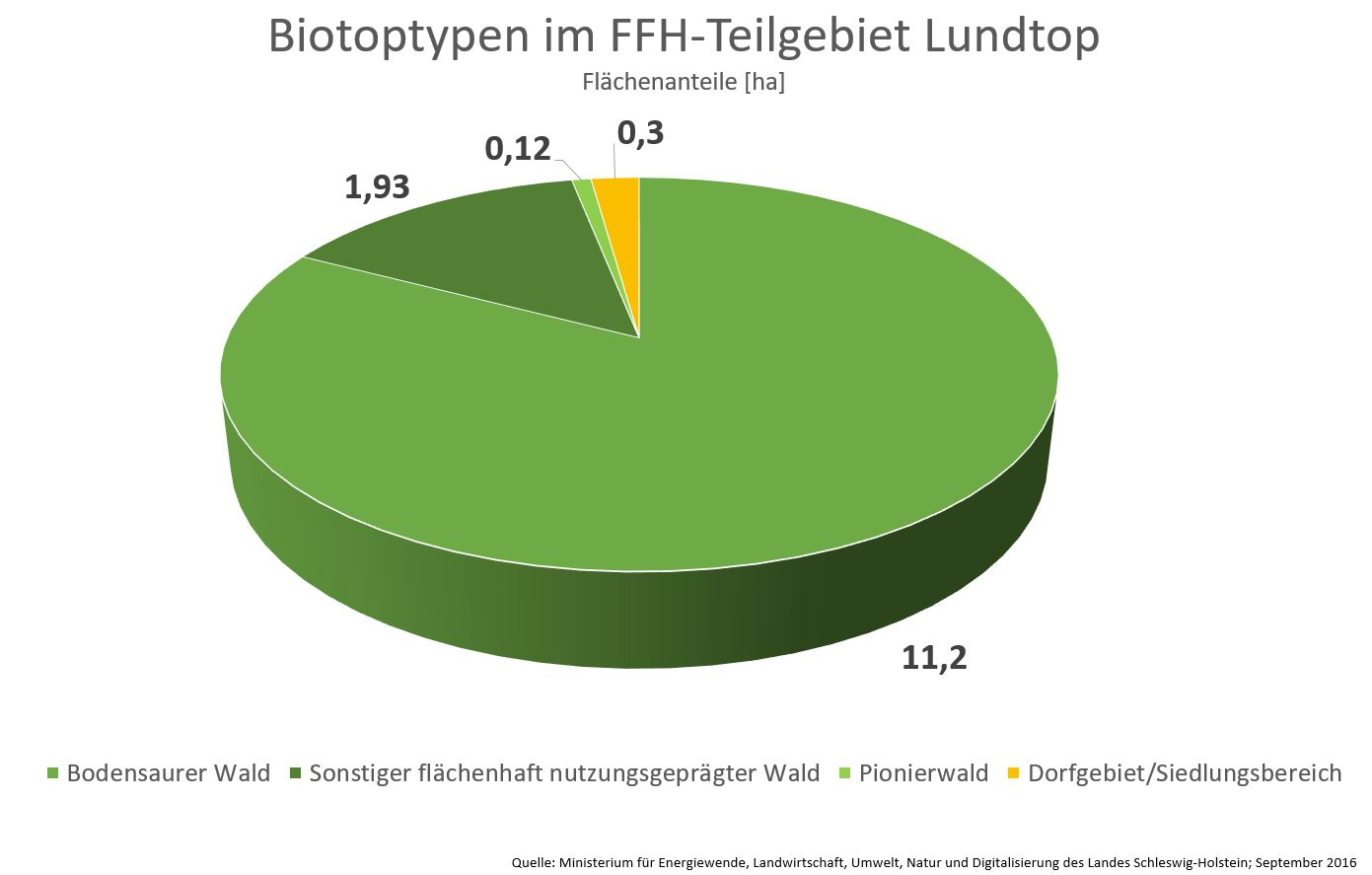
Grafik 5

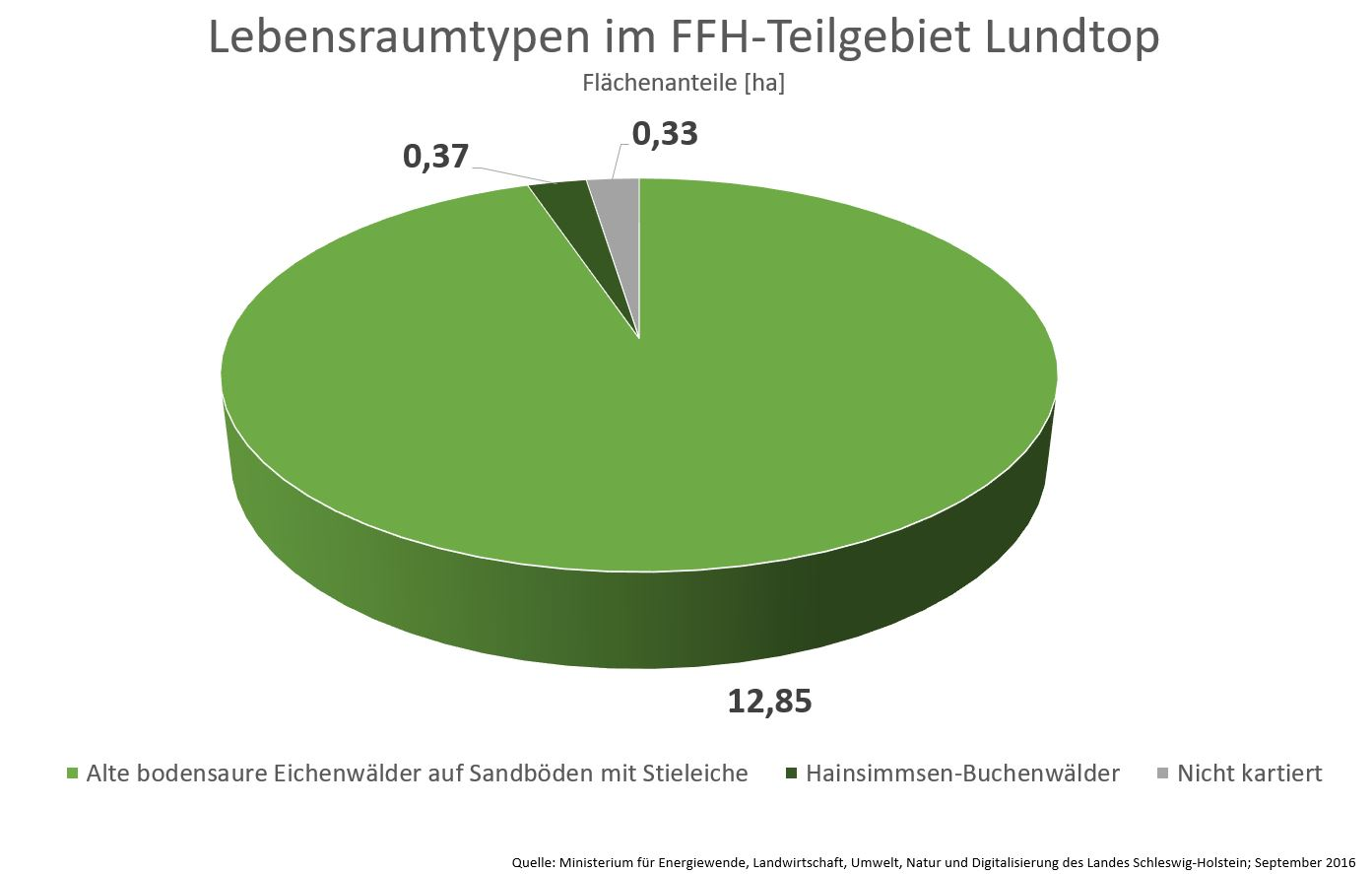
Grafik 6

Das Teilgebiet „Lundtop“ liegt zwischen den Teilgebieten „Böxlunder Eichenkratt“ und „Wallsbüller Eichenkratt“ im Norden der Gemeinde Osterby. Es hat laut Biokartierung von 2012 eine Fläche von 13,55 ha. Die längste Ausdehnung von ca. 570 m hat das Teilgebiet in nordwestlicher Richtung. Es besteht aus zwei kegelförmigen Erhebungen aus Endmoränenkuppen von ca. 54 und 41 m auf denen sich Hügelgräber befinden. Der niedrigste Punkt mit ca. 30 m befindet sich im Nordosten. Es wird im Osten durch die Gemeindestraße „Am Lundtop“ begrenzt. Das Teilgebiet ist flächenmäßig identisch mit dem 1967 geschaffenem Naturschutzgebiet Lundtop. Mit der Betreuung des NSG Lundtop hat das Landesamt für Landwirtschaft, Umwelt und ländliche Räume des Landes Schleswig-Holstein die Arbeitsgemeinschaft Geobotanik in Schleswig-Holstein und Hamburg e.V. beauftragt. Die im Jahre 2012 durchgeführte Biotopkartierung hat die in Grafik 5 dargestellte Biotoptypzusammensetzung ergeben. Auf den Flächen des Teilgebietes befinden sich 9 Hügelgräber, die unter Denkmalschutz stehen und vom Archäologischen Landesamt betreut werden. Das Teilgebiet ist touristisch nicht erschlossen. Ein Wegenetz besteht nicht. Es ist fast vollständig von intensiv genutzten Ackerflächen umgeben und damit deren Eintrag von Nährstoffen durch Winderosion ausgesetzt. Das Gebiet ist Eigentum von drei Privatbesitzern und der Stiftung Naturschutz des Landes Schleswig-Holstein.

### FFH-Erhaltungsgegenstand
Im Teilgebiet sind als FFH-Erhaltungsgegenstände 2 Lebensraumtypen nach Anhang I der FFH-Richtlinie kartiert worden, siehe auch Grafik 6:
- 9110 Hainsimsen-Buchenwälder
- 9190 Alte bodensaure Eichenwälder auf Sandböden mit Stieleiche

### FFH-Erhaltungsziele
Für das Teilgebiet „Lundtop“ ist das alleinige Erhaltungsziel die Erhaltung und Entwicklung des Lebensraumtypes 9190 Alte bodensaure Eichenwälder auf Sandböden mit Stieleiche von besonderer Bedeutung.

### FFH-Analyse und Bewertung
Im Teilgebiet „Lundtop“ hat sich der Eichenwald durch den seit 1967 bestehenden Schutzstatus als Naturschutzgebiet zu einem Mittelwald entwickelt. Damit hat sich die bei der Nutzung als Krattwald vorhandene hohe Stockausschlagfähigkeit verringert. Eine Rückkehr zu der Krattnutzung wird deshalb nicht empfohlen, zumal sie für die Privateigentümer mit hohen Kosten verbunden wäre. Ziel sollte die Entwicklung zu einem Eichenhochwald sein. Die Flächen der Stiftung Naturschutz sind mittlerweile als Naturwald ausgewiesen und werden nicht mehr bewirtschaftet. Der Windbruch der Nadelbäume wurde in den letzten Jahrzehnten durch Buchenanpflanzungen ersetzt. Diese Buchenbestände innerhalb des Eichenwaldes sollten mit der Zeit reduziert und durch Eichen ersetzt werden. Die beiden kleinen in südlicher Randlage befindlichen älteren Buchenbestände sollten erhalten bleiben. Das Teilgebiet ist von landwirtschaftlich intensiv genutzten Flächen umgeben. Damit ist ein ständiger Eintrag von Nährstoffen durch Winderosion verbunden. Um diesen zu reduzieren, ist die Anlage von Pufferflächen am Waldrand wünschenswert.

### FFH-Maßnahmenkatalog
Aus den in der FFH-Analyse und Bewertung gewonnenen Erkenntnissen wurde im Managementplan des Landesamtes für Landwirtschaft, Umwelt und ländliche Räume des Landes Schleswig-Holstein für das Teilgebiet „Lundtop“ ein Maßnahmenkatalog mit Maßnahmenkarte und Maßnahmenblättern erstellt. Die Maßnahmenblätter 5 bis 7, 14 bis 15 und 19 befassen sich mit den Maßnahmen des Teilgebietes „Lundtop“.

### FFH-Erfolgskontrolle und Monitoring der Maßnahmen
Das Monitoring erfolgt in Schleswig-Holstein alle 6 Jahre.

### Bildergalerie FFH-Teilgebiet „Lundtop“

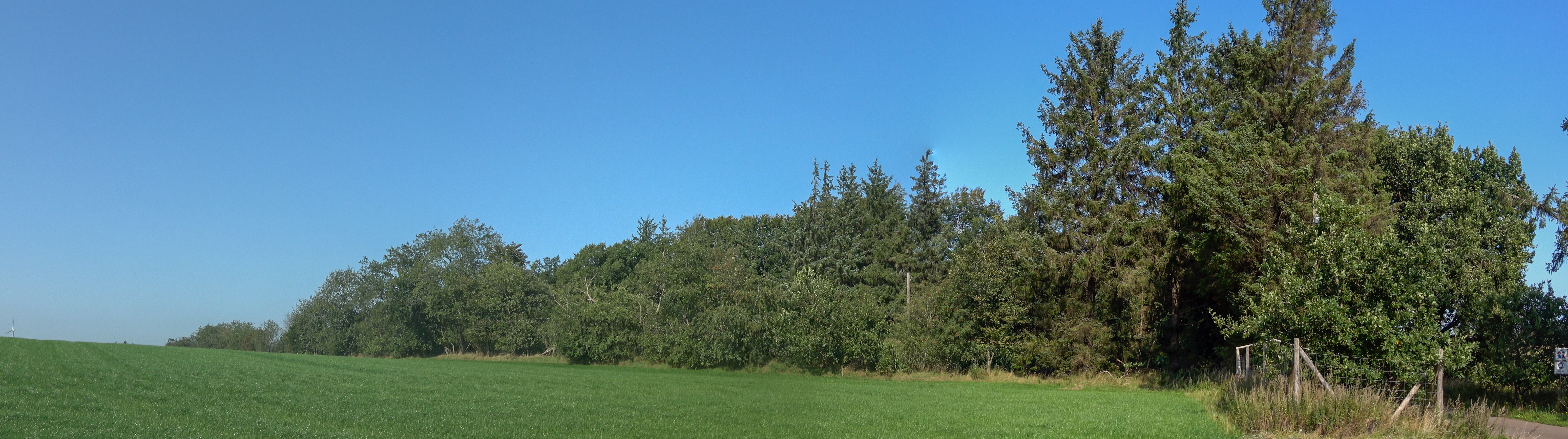
Südostecke des FFH-Teilgebietes „Lundtop“
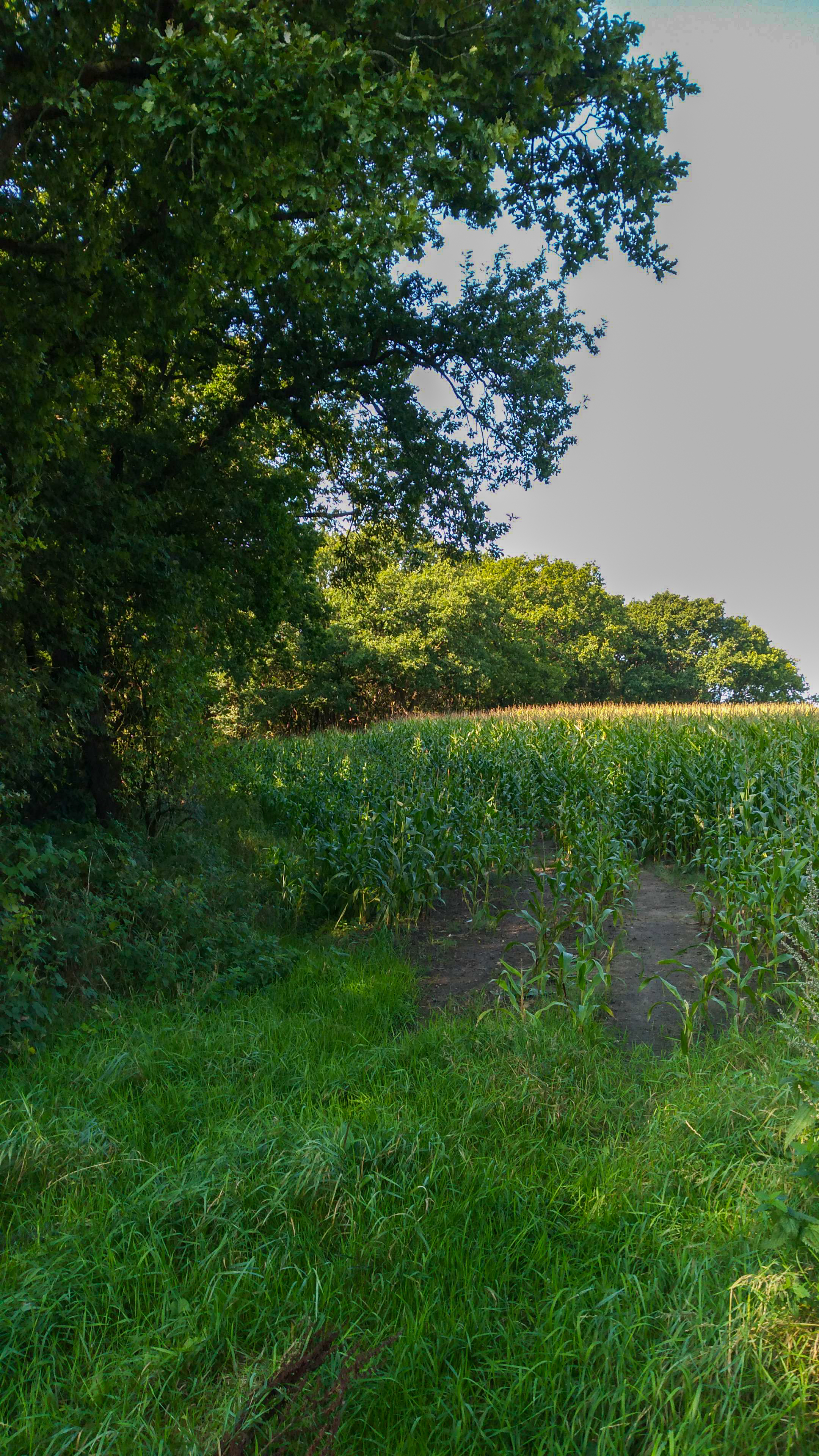
Nordostecke des FFH-Teilgebietes „Lundtop“
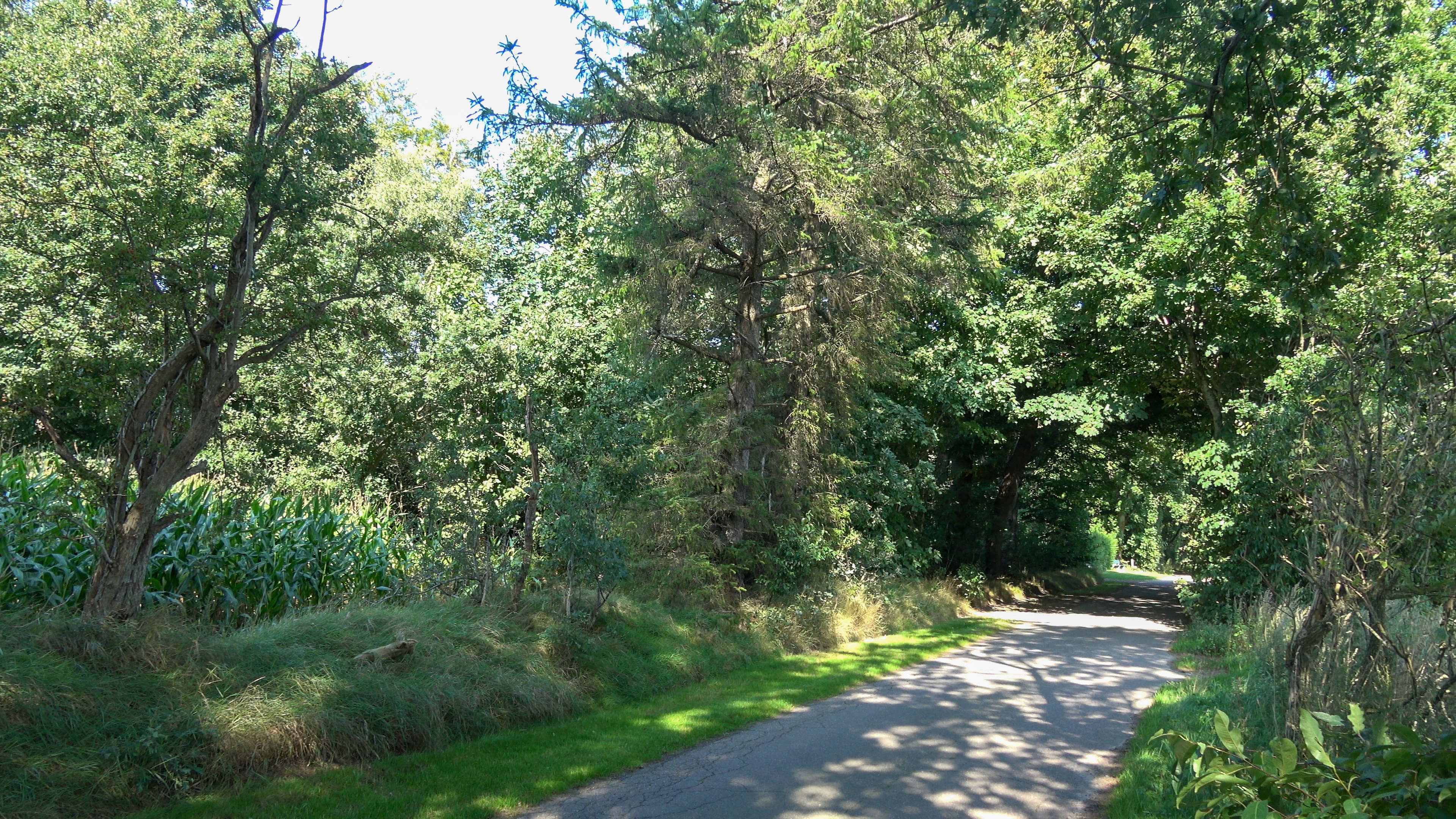
Ostgrenze Straße „Am Lundtop“ des FFH-Teilgebietes „Lundtop“
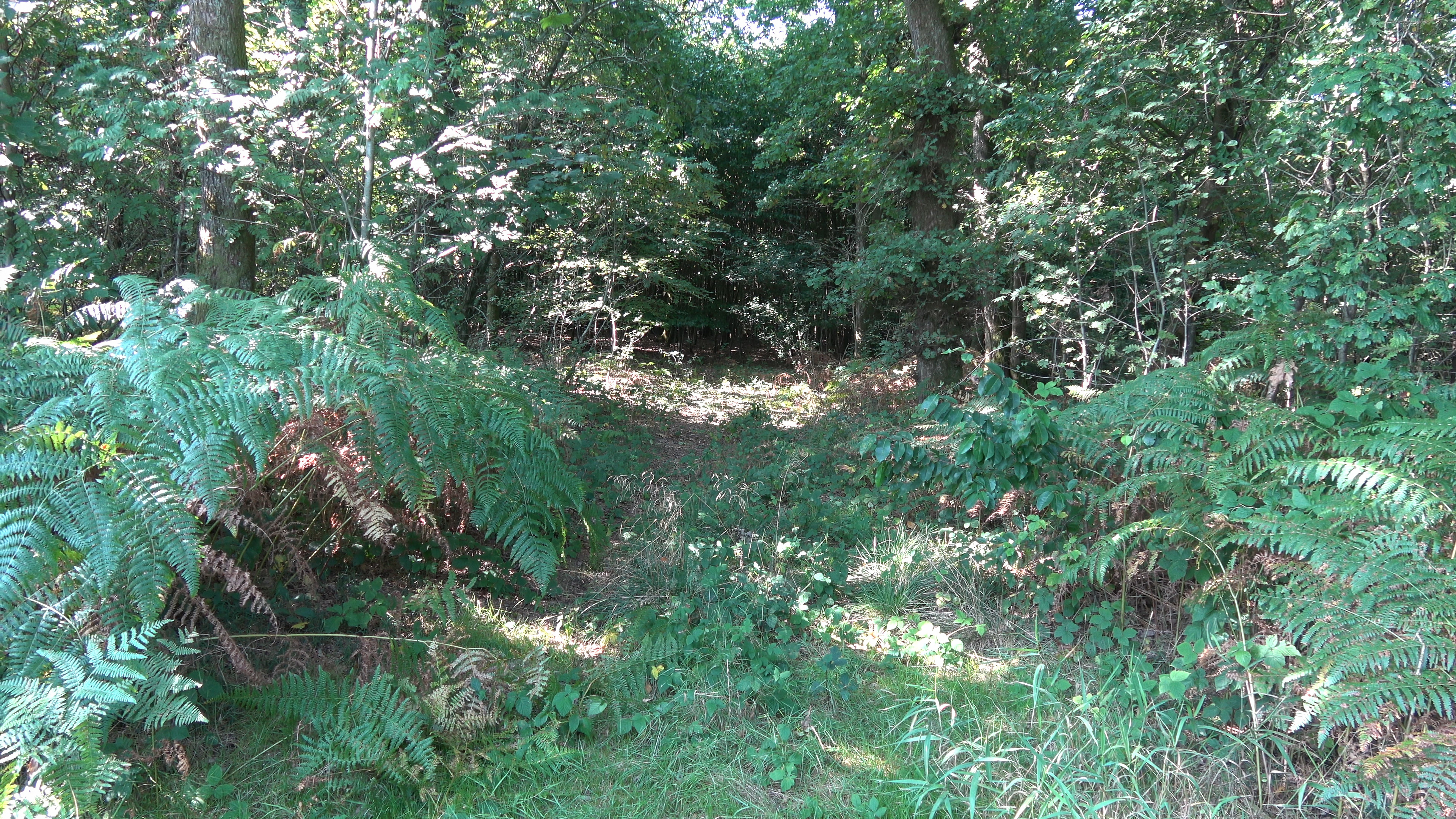
Zugewachsene Rückegasse in das FFH-Teilgebiet „Lundtop“ an der Straße „Am Lundtop“

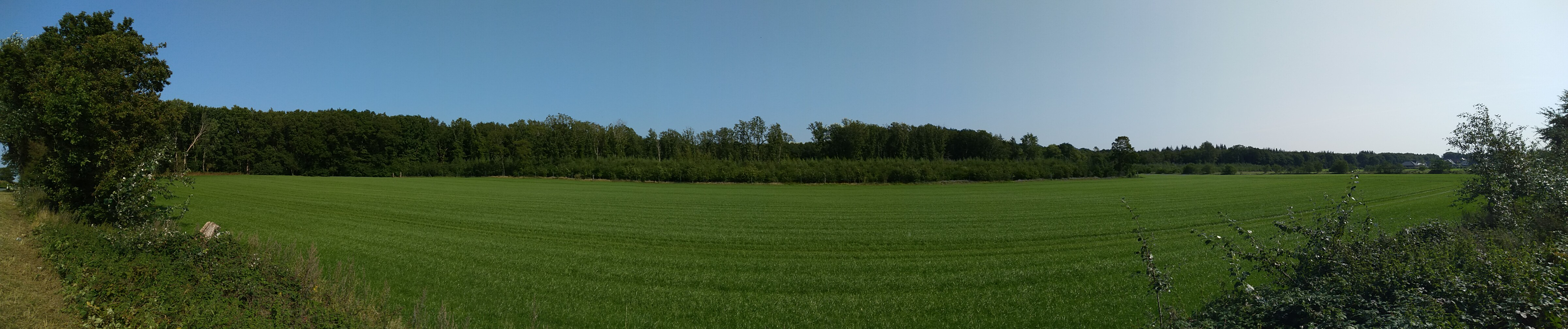
Westseite des FFH-Teilgebietes „Wallsbüller Eichenkratt“

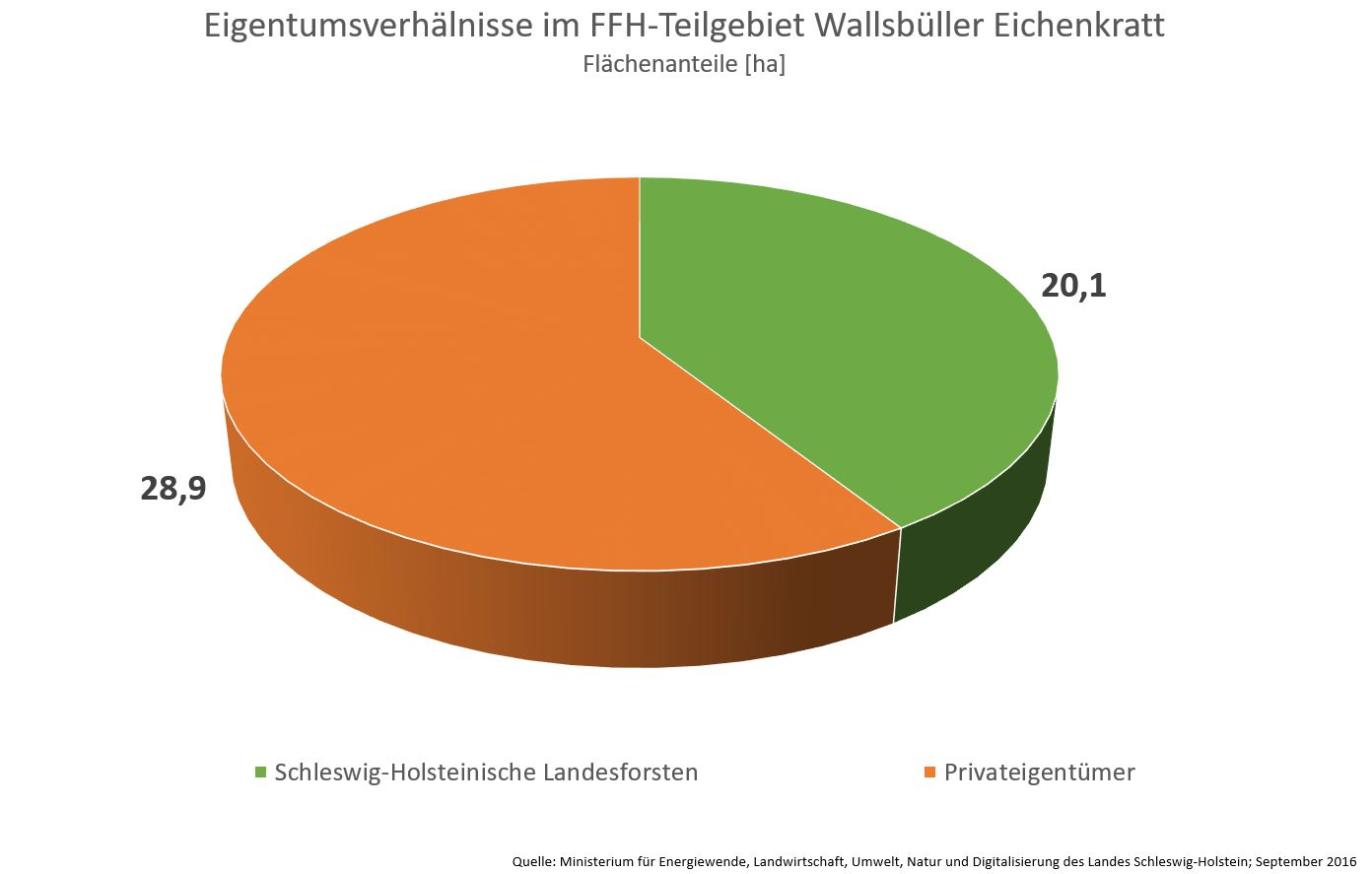
Grafik 7

## FFH-Teilgebiet „Wallsbüller Eichenkratt“

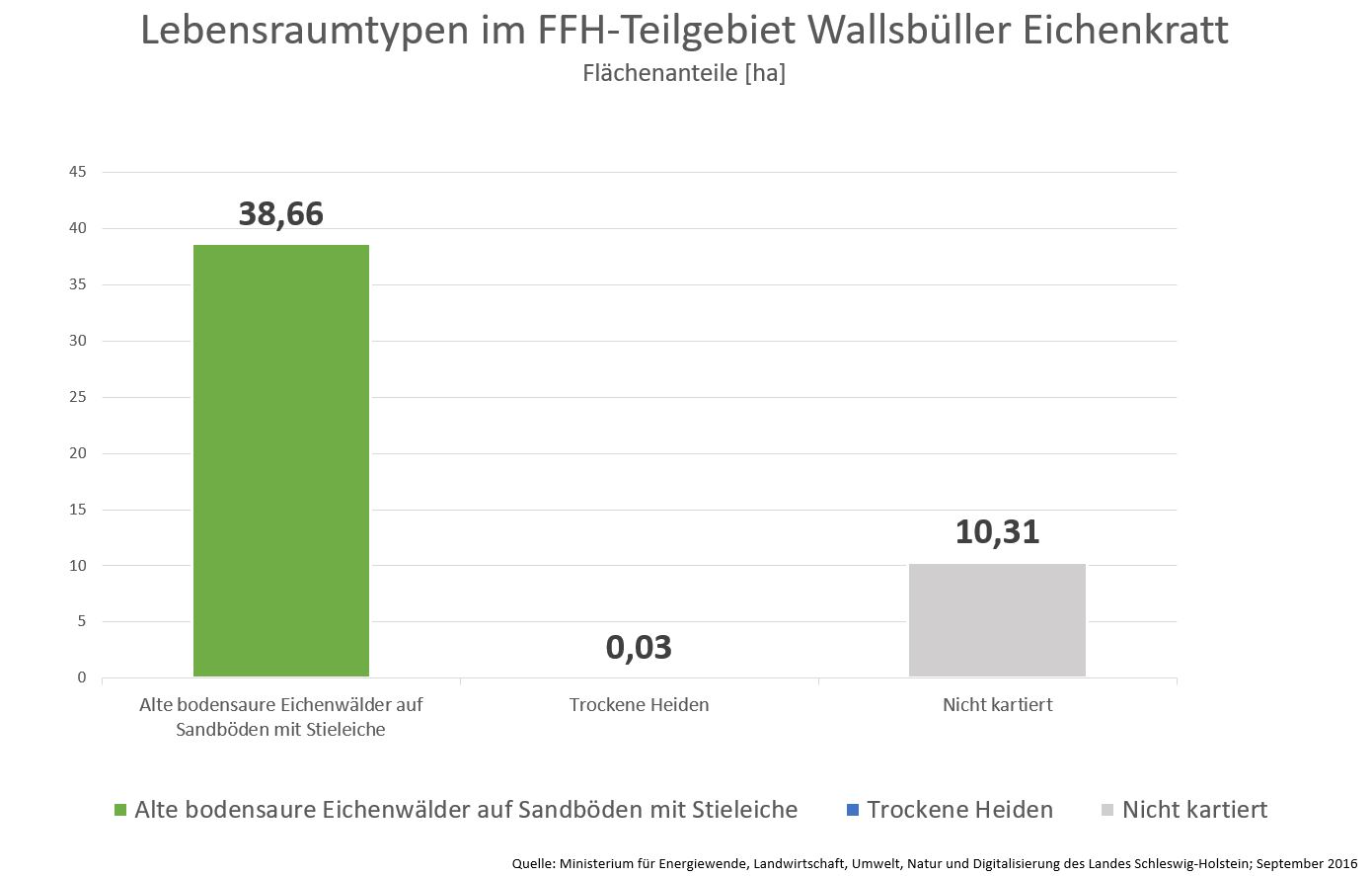
Grafik 8

Das FFH-Teilgebiet „Wallsbüller Eichenkratt“ ist das südlichste Teilgebiet des FFH-Gebietes „Eichenwälder der Böxlunder Geest“ und liegt in den Gemeinden Osterby im Norden und Wallsbüll im Süden. Es ist mit 49 ha das größte der drei Teilgebiete. Die längste Ausdehnung von ca. 900 m hat das Teilgebiet in Ostwestrichtung. Die höchste Erhebung mit 41,5 m liegt im Zentrum auf der Gemeindegrenze. Der tiefste Punkt mit ca. 27 m liegt an der Nordwestgrenze des Teilgebietes. Es grenzt im Westen an die Landesstraße L1 und im Norden an die Straße Osterbylund in Osterby. Im Nordwesten und Südosten grenzt es übergangslos an weitere Waldgebiete an und im Osten an intensiv genutzte Ackerflächen. Es ist Teil des Landschaftsschutzgebietes „Altmoräne am Lundtop-Jardelunder Moor“, das 2010 eingerichtet wurde. Im Osten befinden sich 19 vorgeschichtliche Grabhügel, die unter Denkmalschutz stehen und vom Archäologischem Landesamt Schleswig-Holstein betreut werden. Das Teilgebiet ist für den Besucher nur schwer zugänglich. Offizielle Wanderwege gibt es ebenso wenig wie Hinweise auf das FFH- oder Landschaftsschutzgebiet. Das Gebiet ist im Besitz von neun privaten Eigentümern und den Schleswig-Holsteinischen Landesforsten, siehe Grafik 7. Die SHLF-Flächen werden von der Försterei Drelsdorf verwaltet. Es wird von den privaten Eigentümern forstwirtschaftlich wenig genutzt.

### FFH-Erhaltungsgegenstand
In dem FFH-Teilgebiet „Wallsbüller Eichenkratt“ befinden sich folgende FFH-Erhaltungsgegenstände nach Anhang I der FFH-Richtlinie, siehe auch Grafik 8:
- 9190 Alte bodensaure Eichenwälder auf Sandböden mit Stieleiche
- 4030 Trockene Heiden (Grafik der Anteile)

Als Weitere Arten und Biotope werden der Wildapfel, die Besenheide, die Sand-Segge und die Pilzarten Hutweiden-Streifsporröhrling, Dunkelvioletter Laubwald-Dickfuß, Espen-Rotkappe und Espen-Feuerschwamm erwähnt.

### FFH-Erhaltungsziele
Aus den im Teilgebiet vorhandenen FFH-Erhaltungsgegenständen wurden folgende Erhaltungsziele übernommen:
- 9190 Alte bodensaure Eichenwälder auf Sandböden mit Stieleiche
- 4030 Trockene Heiden

### FFH-Analyse und Bewertung
Die FFH-Analyse und Bewertung stellt die Grundlage für die Erstellung eines FFH-Maßnahmenkataloges dar. Für das FFH-Teilgebiet „Wallsbüller Eichenkratt“ hat man sich mit den privaten Eigentümern und den Schleswig-holsteinischen Landesforsten darauf verständigt, die kostenintensive Krattbewirtschaftung nicht wieder aufzunehmen und die finanziellen Hilfen hierfür auf das FFH-Teilgebiet „Böxlunder Eichenkratt“ zu konzentrieren. Dafür wird der vorhandene Eichenwald in einen Naturwald überführt und damit jeglicher forstwirtschaftlicher Nutzung entzogen. Eine durch Windbruch entstandene offen Flächen sollte mit Stieleichen neu bepflanzt werden. Der noch vorhandene Nadelwald sollte im Laufe der Zeit durch Eichen ersetzt werden.

### FFH-Maßnahmenkatalog
Aus den in der FFH-Analyse und Bewertung gewonnenen Erkenntnissen wurde im Managementplan des Landesamtes für Landwirtschaft, Umwelt und ländliche Räume des Landes Schleswig-Holstein für die in Privathand befindlichen Flächen des FFH-Teilgebietes „Wallsbüller Eichenkratt“ ein Maßnahmenkatalog mit Maßnahmenkarte und Maßnahmenblättern erstellt. Die Maßnahmenblätter 8, 9, 16 und 17 bis 19 befassen sich mit den Maßnahmen des FFH-Teilgebietes „Wallsbüller Eichenkratt“. Für die Flächen der Schleswig-Holsteinischen Landesforsten im FFH-Teilgebiet „Wallsbüller Eichenkratt“ wurde ein gesonderter Maßnahmenkatalog mit Maßnahmenkarte und Maßnahmenblättern erstellt.

### FFH-Erfolgskontrolle und Monitoring der Maßnahmen
Das Monitoring erfolgt in Schleswig-Holstein alle 6 Jahre.

### Bildergalerie FFH-Teilgebiet „Wallsbüller Eichenkratt“

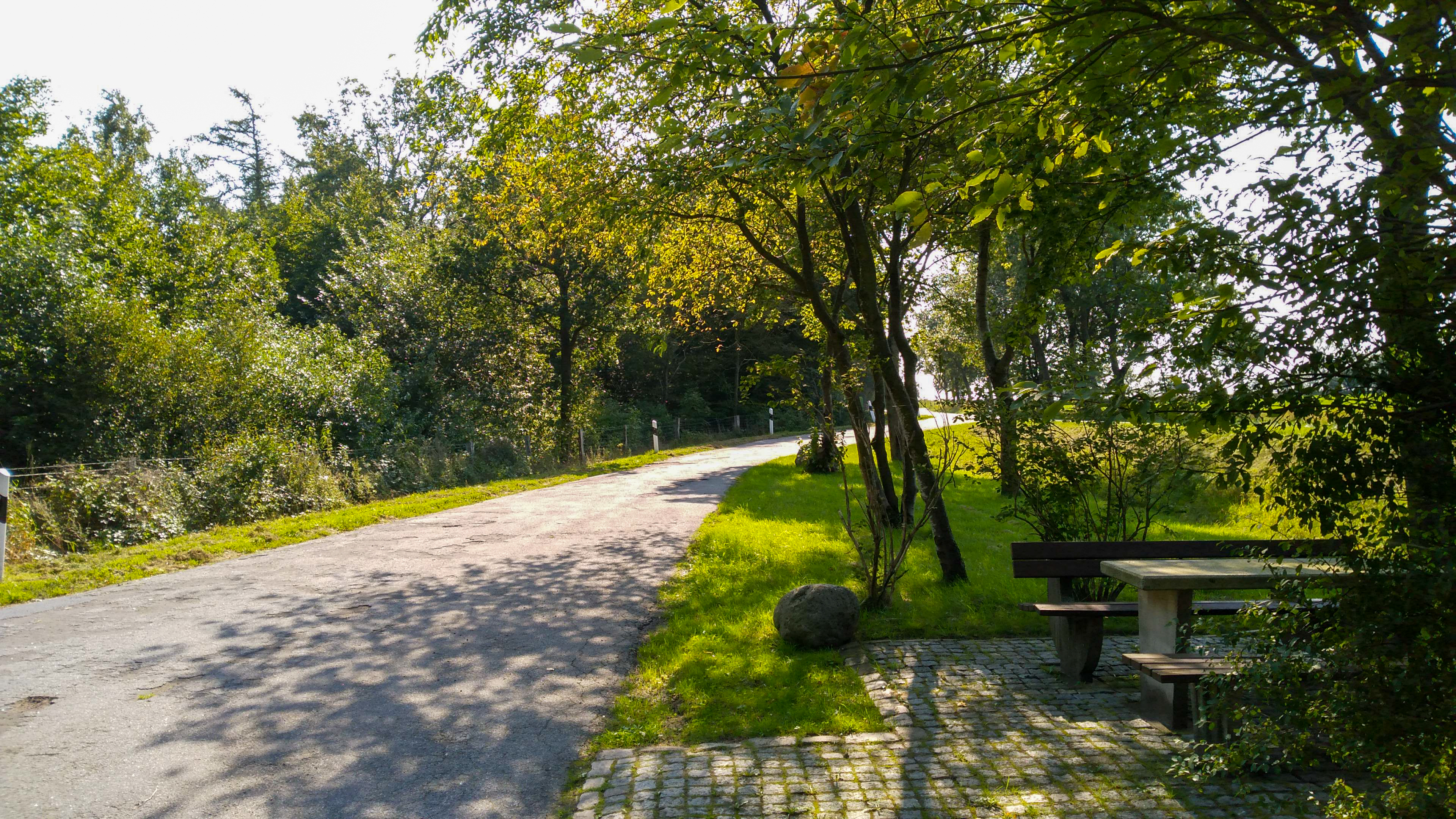
Parkbucht an der L1 150 m nördlich des FFH-Teilgebietes „Wallsbüller Eichenkratt“
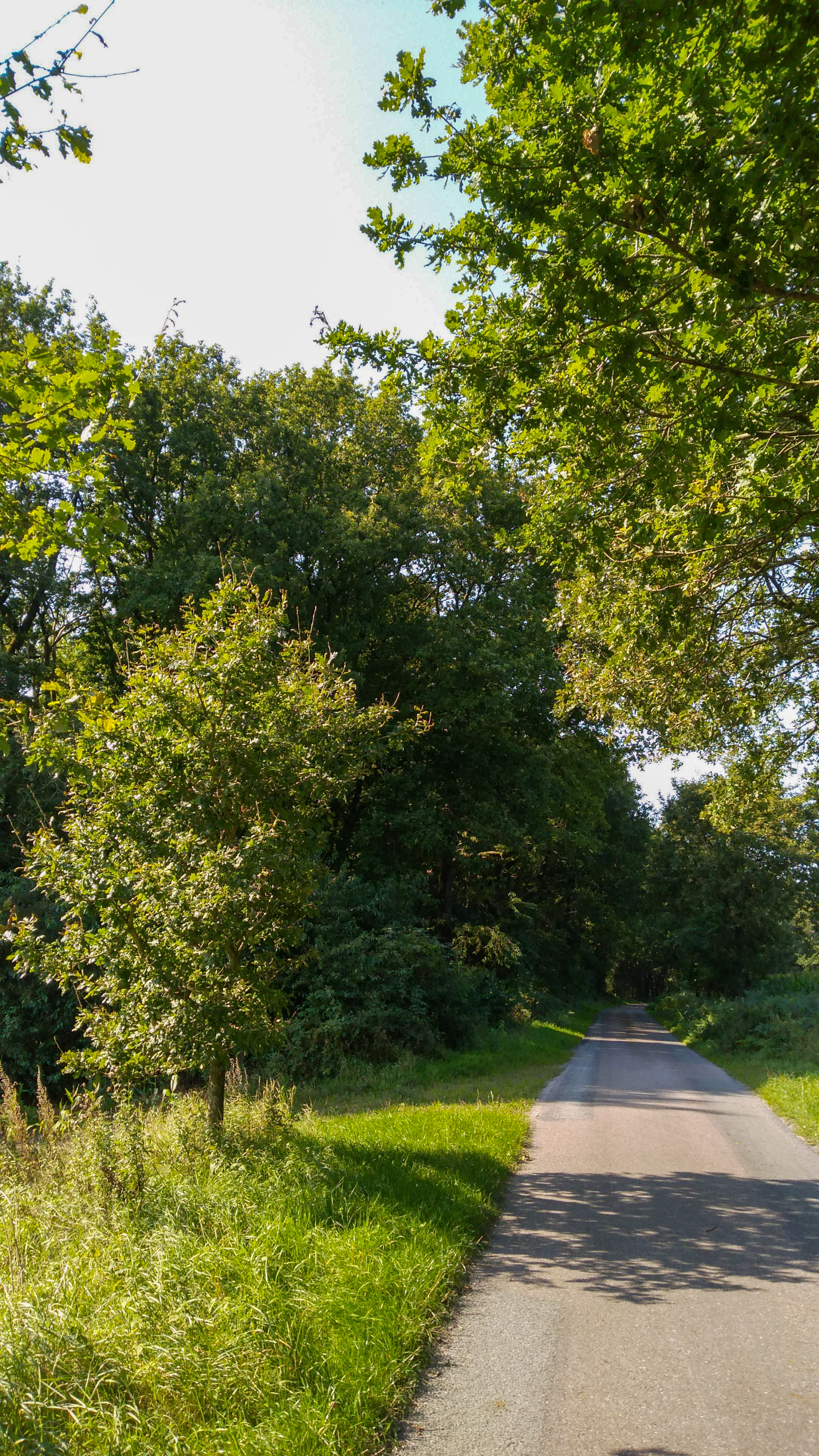
Nordgrenze des FFH-Teilgebietes „Wallsbüller Eichenkratt“
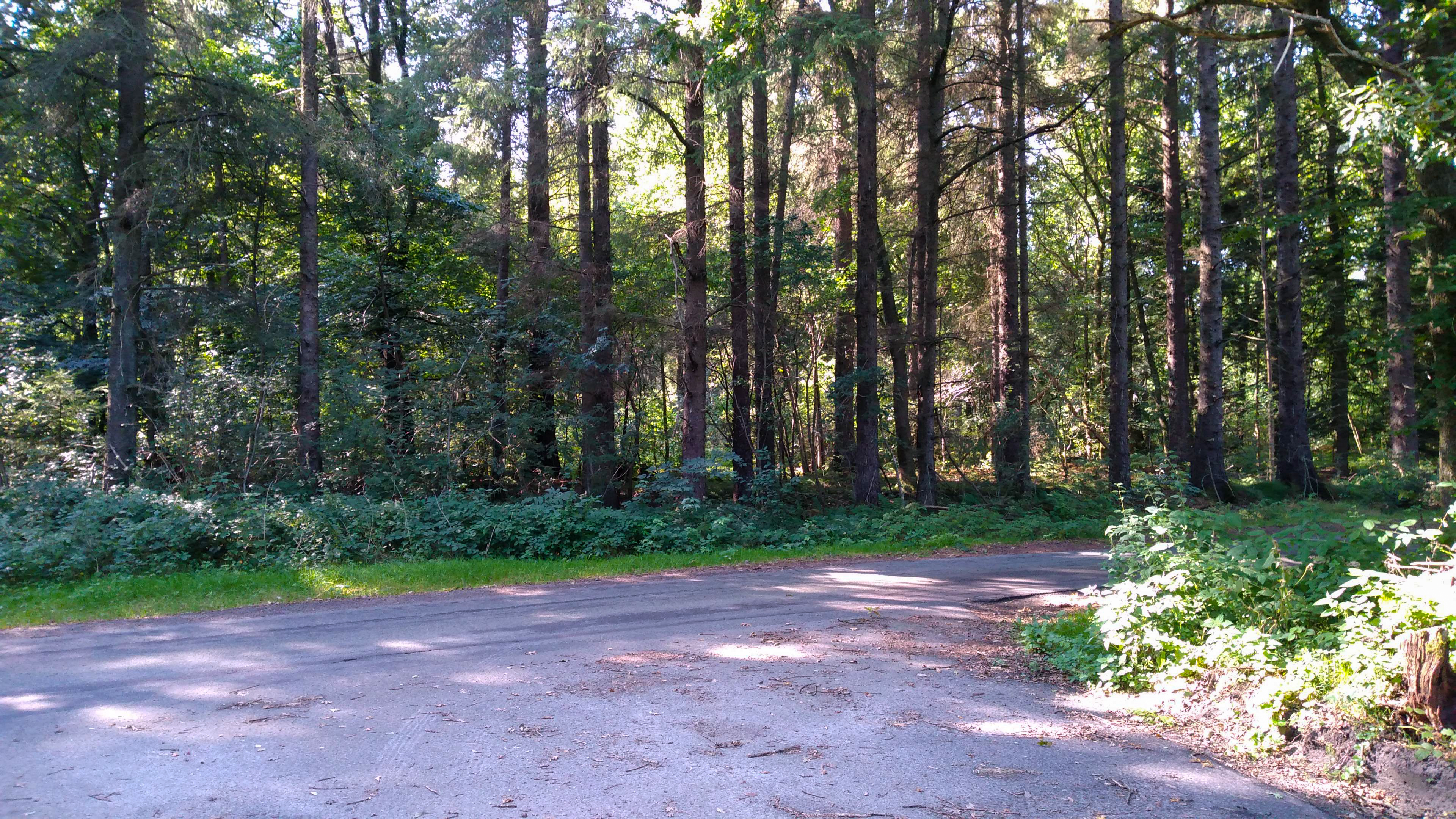
Nadelwald an der Nordgrenze des FFH-Teilgebietes „Wallsbüller Eichenkratt“ an der Straße „Osterbylund“
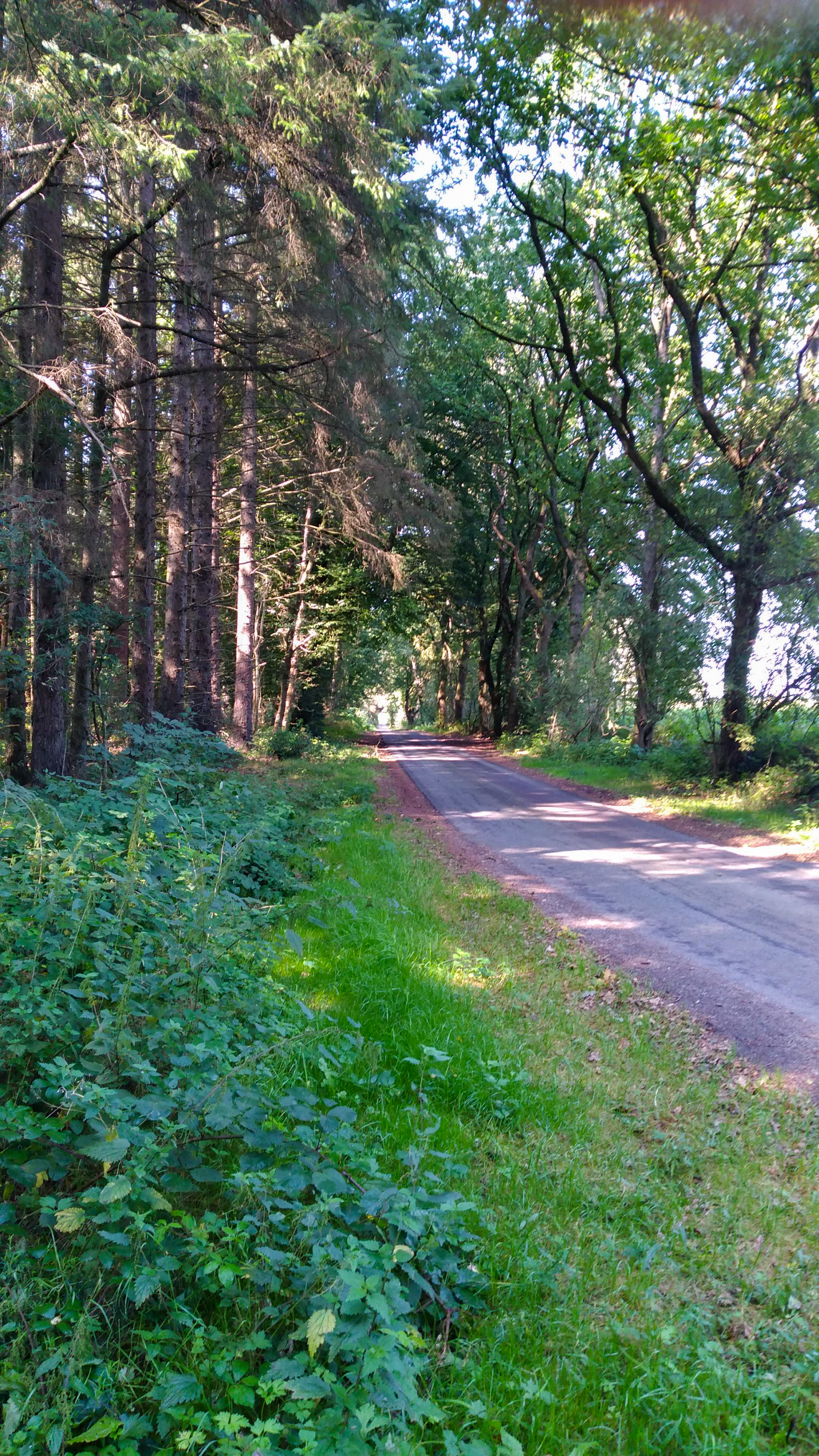
Nordgrenze des FFH-Teilgebietes „Wallsbüller Eichenkratt“ an der Straße „Osterbylund“